# La paura fa novanta I-X

La sigla del primo speciale di Halloween

La paura fa novanta (Treehouse of Horror) è una serie di episodi speciali de I Simpson che ricorrono in ogni stagione (ad eccezione della prima) in occasione della festa di Halloween, il 31 ottobre. Questi episodi sono divisi in tre segmenti le cui trame non seguono il canone originale della serie. Negli episodi, infatti, i protagonisti del cartone sono coinvolti in situazioni il cui genere va dall'horror alla fantascienza e al soprannaturale; spesso questi brevi episodi nascono come parodia di film appartenenti a questi generi.
I normali personaggi interpretano ruoli speciali. Infatti, molto spesso, il ruolo del "cattivo" di turno (che può per esempio essere uno zombie, un vampiro, o un serial killer) è interpretato da personaggi che hanno qualche affinità con queste figure (un esempio è il ruolo del signor Burns, che ha interpretato, fra gli altri, una parodia del conte Dracula) o ne differiscono totalmente (per esempio, Ned Flanders ha interpretato il Diavolo in persona in La paura fa novanta IV e in La paura fa novanta XVIII). Inoltre, solo in questi episodi speciali fanno la loro comparsa personaggi come i bizzarri alieni Kang e Kodos. A differenza degli episodi comuni, gli speciali di Halloween non influenzano le puntate successive.

## Elenco degli episodi
| Stagione            | nº | Titolo originale         | Titolo italiano          | Prima TV USA    | Prima TV Italia   |
| ------------------- | -- | ------------------------ | ------------------------ | --------------- | ----------------- |
| Seconda stagione    | 3  | Treehouse of Horror      | La paura fa novanta      | 25 ottobre 1990 | 8 dicembre 1991   |
| Terza stagione      | 6  | Treehouse of Horror II   | La paura fa novanta II   | 31 ottobre 1991 | 30 novembre 1993  |
| Quarta stagione     | 5  | Treehouse of Horror III  | La paura fa novanta III  | 29 ottobre 1992 | 1º ottobre 1994   |
| Quinta stagione     | 5  | Treehouse of Horror IV   | La paura fa novanta IV   | 28 ottobre 1993 | 19 febbraio 1995  |
| Sesta stagione      | 6  | Treehouse of Horror V    | La paura fa novanta V    | 30 ottobre 1994 | 8 gennaio 1998    |
| Settima stagione    | 6  | Treehouse of Horror VI   | La paura fa novanta VI   | 29 ottobre 1995 | 13 settembre 1998 |
| Ottava stagione     | 1  | Treehouse of Horror VII  | La paura fa novanta VII  | 27 ottobre 1996 | 5 maggio 1998     |
| Nona stagione       | 5  | Treehouse of Horror VIII | La paura fa novanta VIII | 26 ottobre 1997 | 5 aprile 1999     |
| Decima stagione     | 4  | Treehouse of Horror IX   | La paura fa novanta IX   | 25 ottobre 1998 | 16 settembre 1999 |
| Undicesima stagione | 4  | Treehouse of Horror X    | La paura fa novanta X    | 31 ottobre 1999 | 9 ottobre 2000    |

## La paura fa novanta
La paura fa novanta (Treehouse of Horror), chiamato anche Lo speciale di Halloween dei Simpson, è il terzo episodio della seconda stagione della serie animata I Simpson, andato in onda per la prima volta il 25 ottobre 1990. È stato il primo episodio della serie La paura fa novanta, cioè il primo di una lunga tradizione che perdura fin'oggi. Si articola in tre episodi, legati fra loro dal fatto che vengono tutti raccontati o da Bart o da Lisa.

### Trama
IntroduzioneMarge appare nel palco di un teatro, avvertendo che la puntata che sta per andare in onda è molto paurosa e rischia di impressionare qualche bambino, dopodiché scompare e parte la sigla, che mostra dapprima il cimitero di Springfield, e poi la casa sull'albero (in lingua originale appunto "treehouse") di Bart, Lisa e Maggie. Homer è appena tornato da una passeggiata facendo "dolcetto o scherzetto" (trick or treat) travestito da fantasma, quando decide di salire nella casa sull'albero per sentire cosa fanno i suoi figli. I tre si stanno raccontando storie dell'orrore, data la situazione, e si alternano in tre racconti.
La casa dell'incubone (Bad dream house)I Simpson hanno comprato una casa a un prezzo molto economico e si apprestano a occuparla. Tuttavia la casa sembra già occupata da strane presenze, che si fanno notare in libri che volano, sangue nelle pareti, vortici per dimensioni parallele sui muri e una voce maligna (in realtà la voce di Alfred Hitchcock) che ripete continuamente "Siete pregati di andarvene". Lisa non si sente a suo agio e Marge decide di andar via, ma viene fermata da Homer che, per paura di mandare all'aria l'affare dell'acquisto della casa, la convince a riflettere per una notte. Durante quella notte, la voce misteriosa invita tutti i membri della famiglia a uccidere gli altri con dei coltelli da cucina, quando vengono fermati da Marge, che, rimanendo immune alle istigazioni della voce, li fa rinsavire. Dopo scoprono anche che la casa è costruita su un antico cimitero indiano. La voce nel frattempo li minaccia, quando Marge perde la pazienza ("Smettila di dire tutte queste stronzate!") e invoglia la casa a decidere di accettare l'intera famiglia a vivere con essa. La casa, non volendo passare tutta la vita con i Simpson, decide di auto-distruggersi.
Affamati sono i dannati (Hungry are the damned)Durante un barbecue i Simpson vengono rapiti da tre alieni con un solo occhio, chiamati Kang, Kodos e un terzo che non dice il suo nome (questo è il primo episodio in cui appaiono Kang e Kodos, che verranno utilizzati in tutti gli speciali di Halloween). I tre si mostrano subito molto gentili, offrendo ai Simpson un pranzo molto ricco che li rende entusiasti. Si mostrano anche molto inclini a far divertire i loro ospiti con una TV che trasmette oltre un milione di canali e con giochi videoludici. Lisa però si insospettisce di tutta questa cortesia, rimanendo sorpresa del fatto che gli alieni li pesano continuamente e dal fatto che non mangiano mai. Essi affermano di voler tenersi l'appetito per una festa che avverrà nel loro pianeta al loro arrivo, a cui parteciperanno anche i Simpson. Lisa per caso scopre nelle cucine un libro intitolato "Come cucinare umani" ("How to cook humans"). In seguito si scopre che in realtà il libro era impolverato, e soffiando via la polvere spaziale il vero titolo si svela: è "Come cucinare per quaranta umani" ("How to cook for forty humans"). Gli alieni, offesi dai sospetti di Lisa, rimandano i loro ospiti sulla Terra.
Il corvo (The raven)Il racconto intero è basato sulla poesia Il corvo di Edgar Allan Poe. La famiglia Simpson è il cast della poesia, con Homer che interpreta il protagonista, Bart che interpreta il corvo, Maggie e Lisa che interpretano i serafini e Marge che interpreta Eleonora. La sceneggiatura e la trama sono pressoché uguali alla poesia del Poe, eccetto che per un "Ciucciati il calzino" ("Eat my shorts") e un "Tu, piccolo..." ("You, little...").
ConclusioneAlla fine dell'episodio, Marge richiama i suoi figli a letto. I tre dormono sonni tranquilli, mentre Homer, al contrario, è spaventato e non riesce a dormire.

### Citazioni e riferimenti
Introduzione
- L'introduzione è una parodia dell'inizio di Frankenstein, dove un uomo usciva da una tenda e avvisava il pubblico.

La casa dell'incubone
- La casa è basata sul film Amityville Horror.[3]
  - Gli oggetti che volano nel soggiorno e il fatto che la casa sia costruita su un cimitero indiano sono un riferimento a Poltergeist - Demoniache presenze.[3]
  - Le asce che impugnano Homer, Maggie, Lisa e Bart, nonché il fatto che la casa sia costruita su un cimitero indiano, sono una citazione di The Shining.
  - La misteriosa voce della casa (in realtà di Alfred Hitchcock) è di Harry Shearer nell'originale, e in italiano di Paolo Lombardi (doppiatore di Hitchcock stesso).
  - Quando Maggie viene posseduta dalla casa gira completamente la testa, come Linda Blair nel film L'esorcista.
  - La casa che si autodistrugge è una citazione di La caduta della casa degli Usher, racconto di Edgar Allan Poe, ripresa anche dal finale di Poltergeist.

Affamati sono i dannati
- Il segmento è una parodia di To serve man, un episodio della serie Ai confini della realtà e trae spunto anche dai fumetti della EC Comics.
- L'inquadratura in cui Lisa vede gli alieni è una citazione di La donna che visse due volte.
- Il corridoio dell'astronave è un omaggio ad Alien.

Il corvo
- In una delle scene si intravedono i nomi di alcuni libri del Poe: Il pozzo e il pendolo, Il cuore rivelatore e La lettera rubata; inoltre nelle prime scene si può vedere un contenitore di liquore a forma di barile (sul tavolino a fianco a Homer), con una targa su cui c'è scritto "The Cask of Amontillado" ("Il barile di Amontillado"), altra nota opera di Poe.
- Il quadro che ritrae Marge si basa su La Gioconda.
- Quando Homer riceve una botta, compaiono tanti piccoli corvi intorno alla sua testa. Proprio come nei cartoni di Chuck Jones.

## La paura fa novanta II
La paura fa novanta II (Treehouse of Horror II), chiamato anche Lo speciale di Halloween dei Simpson II, è il settimo episodio della terza stagione della serie animata I Simpson, andato in onda per la prima volta il 31 ottobre del 1991. È stato il secondo episodio della serie La paura fa novanta e, come tradizione, si articola in tre episodi legati da un tema centrale; gli episodi in realtà sono gli incubi notturni causati dall'indigestione di Lisa, Bart e Homer.

### Trama
IntroduzioneCome per il precedente episodio di Halloween, Marge avverte i telespettatori della violenza dell'episodio, invitando nuovamente tutti a non guardarlo. Poi rinuncia sapendo che nessuno seguirà il suo consiglio. Parte la sigla. Marge, Bart, Lisa e Maggie sono tornati da una passeggiata facendo "Dolcetto o scherzetto" con un bel bottino, e per paura che si ingozzino, Marge consiglia ai suoi figli e a suo marito di non esagerare con i dolci. Nessuno ascolta il suo consiglio, così la notte avranno tutti gli incubi.
La zampa di scimmia (The monkey's paw)Lisa sogna di essere andata in Marocco con la sua famiglia. Qui Homer compra una zampa di scimmia da un misterioso venditore, il quale afferma che essa è magica e può realizzare alcuni desideri, ma a un caro prezzo. Homer non si fa impressionare e la compra. Quando tornano a casa, Bart e Lisa iniziano a litigare su quale desiderio esprimere per primo, e intanto Maggie ne approfitta per esprimere il suo desiderio: all'improvviso una limousine si ferma davanti alla porta di casa Simpson. In realtà, però, l'autista del veicolo era arrivato solo per consegnare un ciuccio nuovo a Maggie! Bart allora desidera che i Simpson diventino ricchi e famosi: ciò accade, ma tutti iniziano a non sopportarli più per via del merchandising a loro correlato. Lisa intanto desidera la pace nel mondo, cosa che puntualmente si verifica. Kodos e Kang, però, ne approfittano per invadere la Terra, e nessuno li può fermare dato che tutte le armi del mondo sono state distrutte. Homer, dopo aver sprecato un desiderio, getta via la zampa, che viene raccolta da Ned Flanders: quest'ultimo desidera che gli alieni se ne vadano e per questo diventa l'uomo più popolare della città.
La zona Bart (The Bart zone)In questo segmento Bart sogna di essere un ragazzo dotato di poteri psichici con cui può modificare la realtà a proprio piacimento. Dato che è anche capace di leggere la mente delle persone, tutti coloro che non pensano a cose felici vengono rapidamente tramutati in bizzarre creature. Bart è libero di tiranneggiare tutti gli abitanti di Springfield. Homer decide di eliminarlo mentre il figlio sta guardando Krusty il clown in TV: nonostante continuasse a ripetersi mentalmente di non farsi accorgere da Bart e di non pensare a nulla, finisce con il pensare di rompergli una sedia in testa e per tutta risposta lui trasforma Homer in un pupazzo a molla. I familiari, per risolvere la situazione, portano entrambi dal dottor Marvin Monroe, il quale suggerisce che padre e figlio dovrebbero passare più tempo assieme. Homer e Bart si dilettano in mille attività insieme, fino a quando quest'ultimo chiede a Homer come può ripagarlo, e lui risponde che vuole indietro il suo corpo. Bart, allora, lo fa tornare normale.
Se solo avessi un cervello (If I only had a brain)Homer sogna di essere licenziato dalla centrale nucleare perché dormiva durante le ore di lavoro. Il signor Burns è convinto che il problema della sua centrale siano gli operai, che non hanno forza di volontà, per questo li vuole rimpiazzare con dei robot. Un prototipo è già pronto, però necessita di un cervello umano per funzionare correttamente. Intanto, Homer trova lavoro come becchino al cimitero di Springfield, però anche qui si addormenta sul lavoro, e lo fa in una fossa appena scavata. La notte, Burns e Smithers arrivano al cimitero per trafugare cadaveri freschi in modo da estrarre loro il cervello da usare nel robot, e trovano Homer: credendo che sia un cadavere (anche per colpa dell'odore) lo portano con sé al laboratorio. L'esperimento funziona, solo che il robot acquista tutte le caratteristiche comportamentali di Homer: si appisola e si abbuffa di ciambelle e birra. Deluso dal risultato dell'esperimento, Burns fa per distruggere la macchina, che però si ribalta schiacciandolo. A quel punto Homer si sveglia, ma scopre che la testa del signor Burns è stata attaccata alla sua spalla.

### Citazioni e riferimenti
La zampa di scimmia
- La scena nella quale Homer tenta di portarsi via dei souvenir è una citazione dal film Fuga di mezzanotte.
- L'episodio è tratto dall'omonimo racconto di W. W. Jacobs.

La zona Bart
- Il titolo, utilizzato anche in un altro special di Halloween, il quindicesimo, è una citazione del film La zona morta, oppure della serie di fantascienza The twilight zone (Ai confini della realtà).
- La trama è una parodia di un episodio della serie Ai confini della realtà, intitolato It's a Good Life.
- Il fatto che Jasper Beardley venga trasformato in un cane è un riferimento al film L'invasione degli Ultracorpi.

Se solo avessi un cervello
- Il segmento è una parodia di Frankenstein.
- La fine dell'episodio è una citazione dal film The thing with two heads.
- C'è un riferimento a Il mago di Oz, in quanto "Se avessi un cervello" era ciò che diceva lo spaventapasseri della storia.

## La paura fa novanta III
La paura fa novanta III (Treehouse of Horror III), chiamato anche Il terzo special di Halloween dei Simpson, è il terzo speciale di Halloween dei Simpson, andato in onda per la prima volta negli USA il 29 ottobre 1992. Come nei primi quattro episodi de "La paura fa novanta" le tre storie sono legate fra loro dal presupposto che sono raccontate in una festa di Halloween in casa Simpson.

### Trama
IntroduzioneDopo una breve intro in cui Homer fa la parodia della sequenza di apertura dei telefilm di Alfred Hitchcock, con tanto di ombra che si incastra (malamente) nella silhouette del regista, la scena si sposta in casa Simpson, in cui si tiene una festa di Halloween. I vari invitati sono tenuti a raccontare le storie più paurose che conoscono, e tre di esse diventeranno appunto i segmenti dell'episodio. Da notare come tutti i partecipanti siano mascherati da qualcosa: Homer da Giulio Cesare, Marge da Cleopatra, Bart da Alex di Arancia meccanica, Lisa da Statua della Libertà, Milhouse da Uomo Radioattivo, Nelson da pirata, Wendell da astronauta, Lewis da mostro di Frankenstein, Martin da fatina (anche se lui dice di essere "Calliope, la musa della danza") e Ned Flanders da zombi decapitato con tanto di sangue finto.
Clown senza pietà (Clown Without Pity)Storia raccontata da Lisa. Homer non sa cosa comperare per il compleanno di Bart, ma trova un misterioso negozietto che vende strani articoli, e qui compra una bambola parlante di Krusty. Tornato a casa, porta il regalo a Bart che è molto contento, ma subito dopo iniziano a succedere strane cose: la bambola si mette a parlare e a muoversi da sola e tenta di ucciderlo con un coltello. Nessuno è disposto a credergli, quindi Homer decide di fare da solo: sorprende il pupazzo mentre sta abbracciato alla Malibu Stacy di Lisa e lo cattura mettendolo in un sacco pieno di calzini sporchi per neutralizzarlo. Successivamente, Homer getta il sacco in una profonda fossa, non accorgendosi però che la malvagia bambola è scappata ed è riuscita a nascondersi sulla sua macchina. Tornato a casa, Homer viene nuovamente attaccato dal clown assassino, ma questa volta anche i suoi familiari se ne accorgono. Marge allora chiama il numero di pronto intervento stampato sulla scatola del giocattolo e fa intervenire un tecnico, che in breve risolve il problema: sul retro della bambola c'è un interruttore con le posizioni "bene"/"male", basta impostarlo su "bene" e tutto è risolto! A questo punto la bambola Krusty diventa buona, e Homer ne approfitta per farne il suo schiavo: il Krusty non ce la fa più, ma per fortuna alla fine della giornata può godersi la "compagnia" di Malibu Stacy.
King Homer (King Homer)Storia di nonno Abe, visualizzata tutta in bianco e nero. Marge, nei panni di un'aspirante attrice, si rivolge al regista Burns e al suo socio Smithers, in merito alla loro proposta di girare un film sull'Isola delle scimmie. Sbarcati sull'isola, presto scoprono che i suoi abitanti venerano un certo "Homer", che si scoprirà essere un enorme gorilla. Marge viene catturata dagli indigeni e offerta in sacrificio a Homer, che se ne innamora: Burns e i marinai della nave ne approfittano per catturare lo scimmione. Giunti a New York, Burns realizza uno spettacolo in cui viene presentato King Homer, "l'ottava meraviglia del mondo". I fotografi con i loro flash fanno impazzire Homer, che si libera, prende in ostaggio Marge e si mette a scappare per la città. Homer tenta di scalare un grattacielo tenendo stretta Marge, ma non è abituato a fare esercizio fisico e crolla a terra esausto dopo appena due piani. Nel finale, Marge sposa Homer e alla cerimonia vengono invitati tutti i parenti di lei (i Bouvier) e di lui (tante scimmie), anche se Homer di nascosto mangia il padre di Marge.
Digitate "Z" per zombi (Dial "Z" for Zombies)Storia di Bart. Bart trova nella biblioteca della scuola il Libro dei Morti, e decide di usare assieme a Lisa le tecniche di occulto che vi sono descritte per resuscitare il loro gatto Palla di neve. Sfortunatamente i due leggono le formule sbagliate e tutte le persone sepolte nel Cimitero di Springfield iniziano a ritornare come morti viventi. Presto buona parte degli abitanti della città viene trasformata in zombi carnivori: ormai solo la famiglia Simpson rimane a fronteggiare i mangiatori di cervelli. Alla fine, Bart e Lisa provando differenti incantesimi riescono a riportare il tutto alla normalità, salvo poi comportarsi a loro volta come zombi davanti alla TV accesa.

### Citazioni
- Il primo segmento è la parodia dell'episodio La bambola vivente della V stagione della serie Ai confini della realtà. Nell'episodio si vedono Bart e Lisa inseriti nella scenografia del video di "Thriller" di Michael Jackson.
- La scena in cui si vede la bambola assassina che segue Homer è una parodia di uno spezzone del film Cape Fear, in cui Max Cady insegue l'avvocato Sam Bowden attaccandosi alla marmitta della sua auto.
- Il secondo segmento è una parodia di King Kong.
- Il titolo del terzo segmento fa il verso a quello originale del film di Alfred Hitchcock Il delitto perfetto (Dial M for murder in originale).

## La paura fa novanta IV
La paura fa novanta IV (Treehouse of Horror IV) ovvero il quarto speciale di Halloween de I Simpson, è andato in onda per la prima volta il 28 ottobre 1993 negli Stati Uniti. Come in tutti gli episodi di questo genere, anche ne La paura fa novanta IV ci sono tre storie differenti, per l'ultima volta legate fra loro da una storia.

### Trama
IntroduzioneL'episodio inizia in un museo, dove Bart presenta vari quadri che rappresentano i tre segmenti presenti nella puntata.
Il Diavolo e Homer Simpson (The Devil and Homer Simpson)Homer, affamato come sempre, decide di vendere la sua anima al diavolo per una ciambella. Capisce che se non finirà la ciambella, la sua anima non potrà essere di proprietà del diavolo (che ha l'aspetto di Ned Flanders). Ma la golosità di Homer è fatale, perciò una notte mangia l'ultimo pezzo della ciambella proibita. Lisa, per salvare il padre, propone al diavolo di attuare un regolare processo. Durante questo, Marge mostra alla giuria (composta da dannati; si notano: Barbanera, Benedict Arnold, John Wilkes Booth, John Dillinger, Richard Nixon, Lizzie Borden e la prima linea dei Philadelphia Flyers '76) una foto del matrimonio suo e di Homer. Sul retro di essa, c'è una scritta nella quale Homer offre la sua anima a Marge per sempre, di conseguenza il successivo contratto con il diavolo è irregolare, in quanto Homer non era più il proprietario della sua anima. Così si salva, ma il diavolo gli trasforma la testa in una ciambella gigante, che Homer si mangia a pezzetti durante la colazione (ripreso da Marge). La mattina seguente l'intero dipartimento di polizia di Springfield sta aspettando, fuori dalla casa Simpson con un caffè in mano, che Homer esca.
Terrore a cinque piedi e mezzo, che sarebbero un po' più di due metri (Terror at 5 ½ Feet)Una notte, Bart ha un incubo nel quale vede la propria morte in un incidente sul bus della scuola. Dopo il risveglio, Bart va a scuola con lo stesso bus e vede un gremlin sul fianco del veicolo, e cerca di fermare il mezzo in ogni modo, ma nessuno gli crede. Alla fine di svariati tentativi riesce a tirare al gremlin un candelotto acceso facendolo cadere, ma il gremlin viene raccolto da Ned Flanders. Giunto a scuola, i compagni di viaggio di Bart si rendono conto che Bart diceva la verità, ma viene ugualmente portato in manicomio. L'episodio termina con la visione del gremlin che, mentre si affaccia sul finestrino dell'ambulanza che sta trasportando Bart, mostra la testa mozzata (ancora viva!) di Ned Flanders.
Dracula di Bart Simpson (Bart Simpson's Dracula)Il Signor Burns invita la famiglia Simpson nella sua villa in Pennsylvania. Lisa ha subito dei sospetti su Burns, poiché ritiene (non a torto) che sia un vampiro. La prima vittima di Burns è Bart, che, qualche notte dopo, tenta di mordere anche Lisa. Lei riesce a salvarsi, e afferma che l'unico modo per salvare Bart è uccidere il capo vampiro, il signor Burns. Ma anche dopo la sua morte, Bart rimane un vampiro. Si scopre così che il capo vampiro è nientemeno che Marge. L'episodio si conclude con un canto natalizio, durante il quale il Piccolo aiutante di Babbo Natale e Milhouse ingaggiano una piccola scenetta.

### Citazioni e riferimenti
Introduzione
- L'inizio è una parodia della serie antologica Mistero in galleria, in cui ogni storia veniva introdotta attraverso un quadro.

Il Diavolo e Homer Simpson
- Il titolo e la trama si rifanno al racconto popolare statunitense The Devil and Daniel Webster, che parla di un celebre oratore realmente esistito il quale, grazie ai suoi discorsi, riesce a salvarsi l'anima dal diavolo.

Terrore a cinque piedi e mezzo
- Il segmento è una parodia del racconto di Richard Matheson Incubo a seimila metri, in originale Nightmare at 20,000 Feet, da cui venne tratto anche un episodio di Ai confini della realtà (la storia, simile, si svolge su di un aereo).

Dracula di Bart Simpson
- Il terzo segmento, nel titolo e nell'aspetto del signor Burns vampiro, si rifà al film Dracula di Bram Stoker. Altri film di vampiri parodiati sono Nosferatu (l'ombra del vampiro che si muove indipendentemente dal corpo, e altro ancora) e Ragazzi perduti (la famiglia vampirizzata che svolazza fuori dalla finestra nel finale).
- Il castello del signor Burns si trova in Pennsylvania, un riferimento alla Transilvania.
- Nel finale della puntata l'intera famiglia comincia un canto, la neve comincia a scendere, il Piccolo Aiutante di Babbo Natale comincia a danzare e Milhouse sta suonando un piccolo pianoforte. L'intera scenetta è una parodia dei Peanuts.

## La paura fa novanta V
La paura fa novanta V (Treehouse of Horror V) è la quinta puntata speciale di Halloween della serie animata I Simpson. Come ogni episodio di Halloween dei Simpson, è diviso in tre parti. La puntata traccia una divisione marcata tra i precedenti Special e quelli che verranno: oltre a essere considerato l'episodio con più sangue e violenza di tutta la serie, è il primo episodio a non essere collegato da una trama che funge da filo conduttore per i tre segmenti.

### Trama
IntroduzioneUn nuovo avviso di Marge sul palcoscenico, avvertendo gli spettatori che a causa dell'incredibile contenuto violento dell'episodio il Congresso ne proibisce la visione (al suo posto manderanno in onda un film di Glenn Ford), ma Bart manipola la trasmissione per poter così iniziare l'episodio. Segue una breve serie di scenette: viene inquadrato un cimitero, con una lapide, sulla quale è incisa la scritta "Lapidi Divertenti"; Boe viene impiccato; Patty e Selma sono due streghe che bruciano sul rogo (fumandosi una sigaretta nel contempo) e il preside Skinner viene ghigliottinato da Bart.
The Shinning (The Shinning)Il signor Burns affida a Homer e alla sua famiglia la custodia della sua magione, un tempo luogo di sepoltura indiana. Per evitare che la famiglia poltrisca, Burns stacca il cavo della TV ed elimina le scorte di birra, senza nessun avvertimento. Senza TV e birra, Homer ben presto impazzisce e inizia a vedere i fantasmi di Boe il barista e di altri personaggi dei film horror. Successivamente cerca di uccidere Marge, ma viene spaventato dalla sua stessa immagine nello specchio e cade dalle scale, perdendo i sensi. Marge lo rinchiude nella cella frigorifera, ma Homer si libera e, armatosi di un'ascia, incomincia a inseguire la sua famiglia (un evidente parodia di Jack Nicholson in Shining). Bart utilizza i suoi poteri psichici per chiamare telepaticamente Willie il giardiniere, che corre in soccorso della famiglia, ma viene ucciso da Homer con l'ascia. Grazie al televisore portatile di Willie, però, Homer si calma subito e torna quello di sempre. L'episodio finisce con l'immagine dei Simpson che, seduti a guardare la TV nella neve, si congelano a causa del freddo (in un modo simile al finale del film parodiato).
Tempo e punizione (Time and Punishiment)A causa di un guasto al tostapane e nel tentativo di ripararlo, Homer viaggia nel tempo fino all'era dei dinosauri. Incidentalmente schiaccia una zanzara, alterandone il futuro. Infatti, tornando indietro nel tempo, troverà una realtà in cui Ned Flanders, suo odiato vicino, è diventato il padrone indiscusso del mondo con tecniche di coercizione alla 1984; tornando sempre nell'era preistorica e causando la decimazione degli animali preistorici con uno starnuto, imboccherà una realtà in cui è ricco e felice, ma non esistono le ciambelle (in realtà, dopo che Homer è scappato urlando da quell'universo, le ciambelle cominciano a piovere dal cielo). Alla fine, dopo aver visitato molte realtà differenti sembra essere ritornato alla normalità, tranne che per una cosa: Marge e i ragazzi hanno una lunga lingua biforcuta. Troppo stanco per ricercare un universo migliore, Homer si accontenta.
Mensa da incubo (Nightmare Cafeteria)Gran parte degli alunni della scuola elementare sono in sala punizione e il Direttore Skinner, per diminuire il loro numero, decide di mandarli in sala mensa a scontare la loro punizione. Dopo che Secco fa lo sgambetto alla cuoca Doris, si rovescia del sugo addosso; quindi viene assaggiato da Skinner che decide di passare al cannibalismo e comincia a cucinarli tutti con la complicità degli insegnanti e della cuoca, dandoli in pasto al resto della scuola. Il primo è proprio Secco (ridotto a un cumulo di hamburger e chiamato Seccoburger), dopo è il turno di Uther (ridotto in salsicce e chiamato Utherbraker). Sempre più decimati, i ragazzi si accorgono dell'inganno. Poco dopo Bart, Lisa e Milhouse sono gli ultimi rimasti e, tentando la fuga, vengono buttati nel frullatore gigante. Quando Bart e Lisa stanno cadendo nel frullatore Bart si sveglia e scopre che era tutto un incubo. Il segmento finisce scoprendo che era tutto un sogno di Bart e che non c'era niente di cui preoccuparsi, se non di una strana sostanza tossica che penetra in casa e rivolta letteralmente i Simpson, trasformandoli in un ammasso di carne pulsante che fa venire l'acquolina al Piccolo aiutante di Babbo Natale, il quale sbrana Bart, durante i titoli di coda accompagnati dalla performance musicale dei Simpson. Anche Willie è diventato così come loro.

### Produzione
La sequenza iniziale è, da parte del produttore David Mirkin, una sarcastica risposta ai censori della Fox, che pretesero di tagliare gran parte dello show, a causa della violenza e delle immagini impressionanti contenute nella puntata. L'episodio, infatti, è stato descritto dagli stessi autori come molto violento:
(Gli scrittori dello show a proposito della puntata)
Il primo segmento deriva dalla voglia di Mirkin di fare una parodia del film di Stanley Kubrick (regista molto ammirato dallo staff di scrittori della serie che, infatti, contiene numerosi riferimenti alle opere dell'autore). Il creatore della serie, Matt Groening ha poi ammesso di non aver mai visto il film in questione. L'idea di Homer che viaggia nel tempo, invece, proviene da Groening stesso. Gran parte del segmento è stato modificato e privato di alcune scene, in quanto molto lungo: nella scena dove la casa dei Simpson cambia forma rapidamente, inizialmente avrebbe dovuto esserci un edificio fatto interamente dagli scoiattoli. Diversi artisti hanno creato il design di questa casa che, in post-produzione, è stata tagliata fuori dalla puntata. Per consolazione, vennero usati quegli stessi scoiattoli per decorare qualsiasi cosa, dai biglietti d'auguri di Natale ad altri oggetti di merchandising legati alla casa di produzione. Numerose scene di studenti che vengono mangiati furono escluse dal montaggio di Mensa da incubo e anche una scena con Homer, non presente nel segmento finale, venne eliminata.
L'episodio è, negli USA, l'unico, insieme all'episodio L'erba di Homer della tredicesima stagione, a essere vietato ai minori di 14 anni.

### Premi e accoglienza
Nel 2006, IGN.com ha votato Tempo e Punizione il quarto miglior segmento di Halloween e The Shinning il miglior segmento tra tutti gli special di Halloween.
Attualmente, la puntata è valutata Superba (con un punteggio di 9,4) dal sito TV.com e sull'Internet Movie Database ha una media di 9,1. Nel 2003 Entertainment Weekly ha posizionato l'episodio, in una classifica sulle 25 puntate più belle dei Simpson, al nono posto.
Sempre su IGN.com, l'apparizione nei panni di Maggie di James Earl Jones è la settima nella classifica delle 25 miglior apparizioni speciali nei Simpson.
La colonna sonora composta da Alf Clausen ha ricevuto una nomination agli Emmy 1995 per Miglior Colonna Sonora.

### Citazioni e riferimenti
Introduzione
- La sequenza d'apertura e l'intero discorso di Bart è una parodia della serie Oltre i limiti.

The Shinning
- Il titolo e la trama del segmento sono in tutto e per tutto una parodia del libro e del film Shining, arrivando a ricalcare intere sequenze.
- Homer, nel suo momento di pazzia, cita Edward mani di forbice e Freddy Krueger.
- Quando Homer viene rinchiuso da Marge a portarlo fuori sono, oltre al fantasma di Boe, anche quelli di Freddy Krueger, Jason Voorhees, Dracula, Pinhead, una mummia e un licantropo.

Tempo e punizione
- Il titolo richiama quello di Delitto e castigo, il libro di Fëdor Dostoevskij che in inglese diventa Crime and punishment.
- La trama è ispirata a un racconto di Ray Bradbury, Rumore di tuono.
- Due personaggi di un vecchio cartone animato americano (Le avventure di Rocky e Bullwinkle) che viaggiano nel tempo, il Sig. Peabody e Sherman, fanno un'apparizione.
- Nella realtà alternativa dove Flanders è padrone dell'universo, vengono citati I banditi del tempo e Terminator 2 oltre che 1984 di George Orwell.

La mensa da incubo
- Il titolo originale (Nightmare Cafeteria) è una citazione della serie televisiva di Wes Craven, Nightmare Cafè.
- Il finale dell'episodio con il tritacarne richiama la canzone dei Pink Floyd "Another Brick in the Wall".
- La canzone della famiglia Simpson nel finale è ripresa dal noto musical A Chorus Line.
- In tutti e tre gli episodi il giardiniere Willie si offre di aiutare i protagonisti, ma viene sempre ucciso con un colpo d'ascia alla schiena.

## La paura fa novanta VI
La paura fa novanta VI (Treehouse of Horror VI) è il sesto speciale di Halloween dei Simpson, andato in onda per la prima volta negli Stati Uniti il 30 ottobre 1995. Come sempre è costituito da tre episodi, che però in questo caso non sono collegati da un tema centrale.

### Trama
IntroduzioneIn una cupa foresta cavalca il "Cavaliere senza testa", il quale stringe in mano la testa di Krusty il clown, ancora ghignante. Il cavaliere lancia la testa di Krusty contro lo schermo, questa si spiaccica formando con il sangue la scritta "Treehouse of Horror VI".
L'attacco degli scorfani alti 16 metri (Attack of the 50ft. Eyesores)Proprio mentre un misterioso fenomeno atmosferico fa vivere cartelloni e sagome pubblicitarie, Homer ha l'idea di trafugare la ciambella gigante della mascotte di una catena di fast food, il "Picciotto Cicciotto" (Lard Lad). Ovviamente la statua si anima e inizia a creare scompiglio per tutta Springfield, anche dopo che la ciambella le è stata restituita. Le sagome pubblicitarie hanno distrutto mezza città, quando Lisa si fa venire un'idea: la pubblicità esiste solo per essere guardata, e se tutti la ignorano cessa il suo scopo. Per questo riesce a convincere Paul Anka a cantare una canzone il cui messaggio è "non guardate i mostri": il semplice motivetto si fa strada nella testa degli abitanti di Springfield che poco alla volta si disinteressano alle mascotte. Homer però è ancora attratto da Picciotto Cicciotto, che gli mostra la sua ciambella nella speranza di tenere desta la sua attenzione. Lisa prende il padre e lo fa voltare. Alla fine tutti i "mostri" tornano a essere le semplici pubblicità che erano.
Incubo a Evergreen Terrace (A Nightmare on Evergreen Terrace)Bart fa un sogno in cui gioca col frisbee assieme al Piccolo Aiutante di Babbo Natale: improvvisamente, dal nulla compare Willy il giardiniere, con il suo rastrello al posto della mano destra, che gli fa uno squarcio sul petto. Bart si sveglia all'istante e scopre che ha davvero dei graffi sul petto simili a quelli fattigli da Willy durante il sogno. A scuola, Martin Prince si addormenta e fa un sogno, anche in questo caso Willy appare e lo uccide, facendolo morire anche nel mondo reale. Tornati a casa, Bart e Lisa raccontano a Marge l'accaduto, e lei si trova costretta a confessare cosa accadde a Willy: durante una riunione fra insegnanti e genitori, per colpa dell'accidente di Homer, Willy morì bruciato perché la scuola non aveva abbastanza soldi per permettersi di aggiustare la caldaia né per acquistare nuovi estintori. Dato che nessuno aveva fatto niente per aiutarlo, Willy prima di morire giurò che avrebbe ucciso tutti i figli dei presenti, e ora potrebbe toccare a Bart e Lisa. I due cercano di stare svegli il più possibile, ma è tutto inutile e improvvisamente si ritrovano in un incubo ambientato a scuola, in cui Willy si è trasformato nel suo stesso trattore. I due con un po' d'astuzia riescono a farlo cascare nelle sabbie mobili: sembra tutto finito, ma improvvisamente Willy riemerge sotto forma di mostruoso ibrido tra un ragno e una cornamusa (date le sue origini scozzesi). Fortunatamente anche Maggie si era addormentata con loro e grazie al suo ciuccio ostruisce lo sfiatatoio della cornamusa, facendo gonfiare e poi esplodere Willy. Il giorno dopo, Bart e Lisa escono di casa per andare a scuola, ma trovano ancora Willy che cerca miseramente di fargli paura: ora però è solo una persona normale e pure piuttosto stupida, dato che dimentica il suo fucile sul sedile del pullmino e si mette a inseguirlo per recuperarlo, perdendo anche una scarpa.
Homer³ (Homer³)Homer, per sfuggire alle cognate Patty e Selma, si nasconde dietro la libreria, trovando un passaggio per la terza dimensione, diventando così anche lui tridimensionale (il paesaggio e Homer sono realizzati in computer grafica). A quel punto vengono fatti intervenire vari personaggi (Ned Flanders, il reverendo Lovejoy, il commissario Winchester, nonno Abe e il prof. Frink), ma nessuno riesce a liberare Homer dalla terza dimensione. Bart decide di sfidare il tutto per tutto e si getta nel passaggio legato a una corda: la situazione però è critica, dato che Homer lanciando incautamente un cono che girava per il paesaggio ha causato l'apertura di un buco nero che sta distruggendo la terza dimensione. Bart riesce a salvarsi risalendo sulla corda e a tornare bidimensionale, Homer invece si disintegra assieme al mondo 3D. Nel finale dell'episodio, Homer si ri-materializza nel mondo degli esseri umani in carne e ossa, ed entra in un negozio di torte erotiche.

### Premi e accoglienza
Questo è stato l'episodio con i quali gli autori si sono presentati agli Emmy 1996. Lo show ha però perso e il premio è andato a Mignolo e Prof. Gli ideatori lo presentarono pensando che l'animazione in 3D avrebbe attratto i votanti e che invece premiarono un episodio più commovente e meno violento, rispetto a questo special di Halloween. A detta degli scrittori, la stagione conteneva molti episodi più commoventi che avrebbero fatto presa sui giudici e che avrebbero letteralmente distrutto Mignolo e Prof., come Mamma Simpson, Lisa la vegetariana e Bart si vende l'anima.
Attualmente, la puntata è valutata Superba (con un punteggio di 9,2) dal sito TV.com e sull'Internet Movie Database ha una media di 8,6.

### Citazioni
Introduzione
- Krusty, nelle vesti del cavaliere senza testa, cita Boris Karloff nel film a episodi "I tre volti della paura" di Mario Bava, specificatamente il segmento "I Wurdalak".

L'attacco degli scorfani alti 16 metri
- Il titolo del segmento fa il verso al film di fantascienza Attack of the 50 ft. Woman.
- L'urlo dei mostri è simile a quello di Godzilla.

Incubo a Evergreen Terrace
- Il secondo segmento prende in giro la saga di Nightmare: Willy è vestito come Freddy Krueger e ha un rastrello al posto del guanto artigliato, muore in una caldaia come Freddy e torna a uccidere nei sogni i bambini.
- La sequenza in cui Willy sta affogando nelle sabbie mobili e si trasforma freneticamente in molti oggetti ricorda molto Terminator 2 - Il giorno del giudizio, quando il T-1000 si sta sciogliendo nel metallo fuso e continua a trasformarsi nelle varie persone in cui si era già trasformato.
- Il sogno di Bart ricorda, per colori, movimenti, azioni e dialoghi, i cartoni di Tex Avery.
- C'è una citazione della saga horror Venerdì 13; quando Marge racconta la storia della morte di Willy precisa che era la 13ª ora del 13º giorno del 13º mese (il colloquio coi genitori trattava principalmente degli errori di stampa dei calendari scolastici!).

Homer³
- Il titolo del terzo segmento si basa su Alien³, film appena uscito durante la lavorazione dell'episodio.
- La trama è basata su una puntata della serie televisiva Ai confini della realtà, dal titolo Little Girl Lost, tratta dall'omonimo racconto di Richard Matheson.
- L'ambientazione del mondo 3D ricorda molto Tron. Homer lo cita anche nei dialoghi quando chiede chi l'abbia visto. Nessuno risponderà affermativamente: un'ennesima battuta sullo scarso successo del film al botteghino.
- Nel mondo 3D Homer passa davanti alla biblioteca del videogioco Myst.
- Il metodo usato da Bart per entrare nel portale dimensionale (legato a una corda in vita) è lo stesso usato da uno dei personaggi nel film Poltergeist - Demoniache presenze per entrare nell'altra dimensione.
- Alla fine della puntata, i fulmini che appaiono quando Homer si materializza nel mondo umano sono gli stessi che appaiono in Terminator quando il T-800 compie il viaggio nel tempo.
- Gli autori si sono divertiti a inserire scherzi e inside-joke matematici nel segmento. Eccone alcuni:
  - P = NP; questo si riferisce al problema delle classi di complessità P e NP.
  - 46 72 69 6E 6B 20 72 75 6C 65 73 21; una stringa ASCII-esadecimale che si traduce in "Frink rules!", cioè, più o meno, "Frink regna!".
  - eiπ = -1; l'identità di Eulero dove i è l'unità immaginaria.
  - 1 + 1 = 2; è l'operazione matematica più semplice e basilare e fa da contrasto con tutti gli altri calcoli ed equazioni presenti nel segmento.
  - 734 sono i numeri che corrispondono alle lettere PDI su una tastiera del telefono. PDI sono le iniziali della Pacific Data Institute, la società che ha realizzato le animazioni 3D di questo episodio e che poi è diventata parte della DreamWorks Animation.
  - pmo > 3 HO p ²/8 G; compare poco prima di cadere nel buco nero. Fa parte della teoria della relatività generale di Einstein, dove G è la costante gravitazionale universale e HO è la costante di Hubble; definisce la densità critica oltre la quale l'universo collasserebbe.
{\displaystyle 1782^{12}+1841^{12}=1922^{12}\;}
    - Anche se errata, questa formula sembra essere corretta una volta eseguita su un calcolatore a 10 cifre, per via dell'arrotondamento.
    - Il membro di sinistra è la somma di un numero pari con un numero dispari, ed è quindi dispari; quello di destra è pari. I valori esatti dei due membri sono 2.541.210.258.614.589.176.288.669.958.142.428.526.657 e 2.541.210.259.314.801.410.819.278.649.643.651.567.616.

- In una delle prime bozze della sceneggiatura Homer mangiava un nastro di Möbius, scambiandolo per una ciambella ed esclamava "Mmm... Cioccolata su un lato, crema sull'altro", nonostante ci fosse solo un lato.
- Sullo sfondo si nota una teiera, ovvero il primo oggetto a essere stato trasferito al computer, negli anni 1970.

- Bart sale su un cartello stradale che indica: X, Y, Z. Come se tutto l'universo 3D fosse un piano cartesiano.

## La paura fa novanta VII
La paura fa novanta VII (Treehouse of Horror VII) è il settimo speciale di Halloween dei Simpson, andato in onda per la prima volta il 27 ottobre 1996. Come negli episodi più recenti, i tre segmenti non sono legati tra loro da alcuna storia-cornice.

### Trama
IntroduzioneHomer cerca di accendere un Jack-o'-lantern (la tipica zucca di Halloween), ma si dà fuoco da solo.
Il mostro ed io (The Thing and I)Bart e Lisa sentono alcuni strani rumori provenire dall'attico, e tempo dopo vedono Homer salire con un secchio colmo di teste di pesce. Scoprono così che segregato nell'attico vive Hugo, il mostruoso gemello siamese di Bart. I due sono stati separati alla nascita e Hugo è stato incatenato in soffitta perché ritenuto troppo malvagio per la società. Hugo riesce apparentemente a scappare, e tutta la famiglia (più il dottor Hibbert, chiamato da Marge per raccontare a Bart cosa accadde veramente al momento della sua nascita) si mette alla sua ricerca; Hugo però è sempre rimasto in casa e cattura Bart con l'intento di riattaccarlo a sé. Il dottor Hibbert trova Hugo e lo mette K.O., ma scopre che la cicatrice si trova sul suo fianco sinistro, cosa inaspettata perché secondo il dottore il gemello cattivo è sempre a sinistra. Alla fine Hugo viene riaccolto in famiglia e Bart, il vero "gemello malvagio", prende il suo posto in soffitta.
La vaschetta della genesi (The Genesis Tub)Per il suo progetto di scienze, Lisa immerge un dente nella cola, per verificare se effettivamente è in grado di dissolverlo; Bart invece vuole dimostrare se i "secchioni" sono buoni conduttori e per questo dà la scossa a Lisa. Questa, ancora carica di energia elettrica, tocca il dente immerso nella cola e crea così accidentalmente un intero ecosistema. L'ecosistema si evolve, appaiono alcuni microscopici esseri umanoidi, i quali molto rapidamente raggiungono vari gradi di civilizzazione della razza umana (per esempio "inventano" il Rinascimento), fino a diventare ancora più evoluti di essa. Bart, per ripicca, tenta di distruggere il micro-mondo, ma gli ometti (che vedono Lisa come una divinità e lui come un diavolo) inviano una flotta di astronavi a colpirlo mentre sta dormendo.
Per impedire nuovi attacchi da parte di Bart, gli ometti miniaturizzano Lisa trasportandola all'interno del loro mondo per chiederle come risolvere il problema. Bart, però, porta a scuola il progetto di Lisa come se fosse il suo e vince il primo premio. Lisa vorrebbe tornare alla normalità ma un ometto (somigliante al professor Frink) le spiega che creare un oggetto che riporti le cose alla loro dimensione originale è un concetto troppo assurdo, condannandola a restare per sempre nel micro-mondo.
Cittadino Kang (Citizen Kang)Homer viene rapito da Kang e Kodos i quali gli chiedono di portarlo dal reggitore del pianeta Terra. Homer spiega loro delle elezioni presidenziali e dice che il prossimo presidente degli Stati Uniti potrebbe essere Bill Clinton o Bob Dole. I due alieni allora rapiscono Dole e Clinton, acquisendo le loro sembianze e spruzzano Homer di rum in modo che nessuno gli creda. Tempo dopo, Homer trova il disco volante dei due alieni e cerca di liberare i due politici, ancora in stato di animazione sospesa, ma riesce solo a spararli nello spazio. Alla fine, Homer riesce a smascherare in diretta TV i due alieni proprio il giorno prima delle elezioni, ma Kodos e Kang convincono gli elettori statunitensi a non sprecare il proprio voto per un eventuale terzo candidato (per lo smacco di Ross Perot). Kang viene eletto presidente, ma si autoproclama imperatore della Terra e costringe i terrestri a costruire un immenso cannone laser con cui bombardare altri pianeti.

### Citazioni e riferimenti
Il mostro ed io
- Il titolo richiama The King and I (in italiano: Il Re ed io), notissima produzione teatrale, adattata anche in un film.
- La trama, nonostante ricordi parzialmente Basket Case, storia di un mostruoso gemello siamese separato da suo fratello, non è basata su tale film.

La vasca della genesi
- La trama prende spunto da un episodio della serie Ai confini della realtà, intitolato The Little People.
- L'idea di creare un ecosistema in miniatura è stata ripresa nell'episodio della sesta stagione di South Park dal titolo I Simpsons l'hanno già fatto.
- I cerchi che avvolgono Lisa quando viene rimpicciolita sono identici a quelli visti in Metropolis.
- La scena delle navicelle (nella quale viene usato per la prima volta il computer) che attaccano Bart nella notte è simile a quella di Guerre stellari.

Cittadino Kang
- L'intero segmento ironizza sulle elezioni presidenziali statunitensi del 1996 che si tennero pochi giorni dopo la messa in onda dell'episodio. Il segmento è unico nel suo genere in quanto infrange una delle regole dei Simpson, poiché è legato a un periodo storico ben determinato (a causa dei nomi dei contendenti). Secondo gli scrittori, comunque, il messaggio sulla politica dei candidati è universale e rimane nel tempo.
- Il titolo del terzo episodio fa il verso a Citizen Kane (in italiano: Quarto potere).
- La scena di Homer che fa schiantare il disco volante di Kodos e Kang nella cupola del Campidoglio è un riferimento al film Earth vs. the Flying Saucers.
- La band ora disciolta I Voted For Kodos ha preso il nome dalla battuta finale dell'ultimo segmento, in cui Homer reagisce allo stato di schiavitù in cui si trovano tutti in seguito all'elezione di Kang dicendo appunto che lui aveva votato per Kodos.

### Accoglienza
Nel 2006, IGN.com ha votato Cittadino Kang il settimo miglior segmento tra tutti gli special di Halloween. Attualmente, la puntata è valutata Superba (con un punteggio di 9,0) dal sito TV.com e sull'Internet Movie Database ha una media di 8,3. Nel 2000 Matt Groening, in un articolo su Entertainment Weekly ha posizionato l'episodio, in una classifica sulle puntate da lui preferite de I Simpson, al settimo posto.

## La paura fa novanta VIII
La paura fa novanta VIII (Treehouse of Horror VIII) è l'ottavo speciale di Halloween dei Simpson, andato in onda per la prima volta il 26 ottobre del 1997. Come accade negli speciali più recenti, i tre segmenti non sono più collegati tra loro da una storia che funge da filo conduttore.

### Trama
IntroduzioneUn censore della Fox sta esaminando una sceneggiatura dei Simpson e spiega agli spettatori che l'episodio di quest'anno sarà privo di alcun tipo di violenza e sullo schermo compare il simbolo G (General Audience, ovvero per tutti). All'improvviso il logo si anima e comincia ad accoltellare il censore. A ogni coltellata il logo cambia e passa da PG (Parental Guidelines), a 14, a MA (Mature Audience), fino ad arrivare all'ipotetico "TV-21" e all'inesistente 666. Il sangue che sfocia dalla schiena del censore va a formare il titolo dell'episodio.
L'uomo Homega (The HΩmega Man)Il sindaco Quimby ha creato un forte malumore tra i francesi, chiamandoli scherzosamente "Mangia ranocchie", facendoli infuriare. Il presidente della Francia promette al sindaco che se non si scuseranno per la battuta, invieranno un missile atomico a distruggerli. Mentre Homer sta ispezionando un rifugio atomico, i francesi mantengono la parola e lanciano un missile al neutrone su Springfield. Dopo l'esplosione, Homer emerge dal rifugio e scopre di essere l'ultima persone sopravvissuta nella città. Dopo un rapido cordoglio per la sua famiglia, capisce che potrà fare tutto quello che vuole, da guardare i film di David Spade fino a ballare nudo in chiesa. Mentre balla, però, viene aggredito da un banda di cittadini diventati zombi vampiri, a causa dell'esplosione nucleare, con lo scopo di creare una nuova società, perfetta in tutto, nella quale non c'è posto per Homer, che scappa e arriva a casa, dove scopre che la sua famiglia è ancora viva, grazie allo spesso rivestimento di piombo che ricopre la casa. I mostri lo raggiungono, ma vedendoli così uniti, cambiano idea e offrono ai Simpson di costruire una società utopica insieme, ma Marge li uccide con un fucile, che teneva dietro la schiena. Homer e la sua famiglia decidono di approfittare dell'olocausto nucleare per saccheggiare il centro commerciale.
Mosca contro mosca (Fly Vs. Fly)Homer compra una macchina per il teletrasporto dal professor Frink, ignorando il suo avvertimento di non far entrare nella macchine due persone nello stesso momento. Bart domanda a Homer se possa usarla, ma Homer gli nega il permesso. Dopo aver incrociato il cane con il gatto, Bart spera di poter unire il suo corpo con quello di una mosca, diventando un supereroe. Ma il risultato non è quello auspicato. Dalla macchina escono due esseri: Bart è diventato una piccola mosca, mantenendo intatta soltanto la sua testa e la mosca ha assunto il corpo di Bart, tenendo la sua naturale testa. Non riuscendo a farsi capire dai suoi genitori, chiede aiuto a Lisa che lo fa parlare dentro il suo sax, amplificando così la voce. Con l'aiuto di Lisa, Bart riesce a ritornare con il suo corpo. Homer, allora, afferra un'ascia come se volesse distruggere la macchina, invece rincorre Bart per la casa.
Congrega cuoci-facile (Easy Bake Coven)In una città puritana del Seicento (precisamente nel 1649), dove divampa la caccia alle streghe, Marge viene accusata di essere una strega. Viene sottoposta a una prova: deve buttarsi con una scopa da un precipizio. Se cadrà, morirà come una buona cristiana, se sopravviverà dovrà tornare ed essere uccisa. Marge, allora, svela la propria natura di strega e scappa, rifugiandosi dalle sorelle, streghe anch'esse. Dal loro calderone, osservano tutti i cittadini. Uno di loro, Ned Flanders, teme che le streghe possano mangiare i loro figli. Le tre sorelle allora, estasiate dall'idea, volano in città a reclamare i bambini. Arrivate a casa Flanders portano via i due piccoli, ma Maude offre loro dei dolcetti, in cambio dei bambini. Trovando i dolci migliori, bussano a tutte le porte della città chiedendo dolci in cambio della salvezza dei loro figli, dando così via alla tradizione di Halloween. L'anno successivo, l'intera città sta festeggiando Halloween. Homer inizia a tirare uova a una casa, il cui proprietario non vuole uscire per donare dolcetti. Lisa lo ferma dicendo che quella è la loro casa. Quando tutti cominciano a ridere dell'idiozia di Homer, questo accusa Lisa di essere una strega, in modo che gli altri cittadini comincino a rincorrerla per le strade.

### Citazioni e riferimenti
L'uomo Homega
- L'uso della Ω nel titolo è una parodia della canzone "Ωmegaman" dei Police, contenuta nell'album Ghost in the Machine.
- La trama è una parodia dei film L'ultimo uomo della Terra e 1975: Occhi bianchi sul pianeta Terra (quest'ultimo intitolato in originale: The Omega Man, da cui il titolo dell'episodio), a loro volta entrambi adattamenti del libro Io sono leggenda.
- Sul missile lanciato dai francesi è stampata una parodia del logo della Intel.

Mosca contro mosca
- Il titolo originale (Fly Vs. Fly) è una citazione del fumetto pubblicato su Mad Magazine Spy vs. Spy.[26]
  - L'intera trama è un riferimento al film La mosca di David Cronenberg, oltre a essere una parodia del film L'esperimento del dottor K. e del suo sequel. Il sogno di Bart di diventare un supereroe con i poteri di una mosca è un'ulteriore citazione del remake La mosca.[26]
  - Mentre i Simpson visitano il mercatino dell'usato si può notare Lisa che osserva un oggetto simile a una forchetta come la famosa illusione ottica della "forma impossibile".
  - Nel secondo segmento, quando Bart inserisce nella macchina per il teletrasporto Palla di neve e il Piccolo Aiutante di Babbo Natale, i due animali si fondono acquisendo una forma che ricorda il protagonista della serie televisiva CatDog.

Congrega cuoci-facile
- Il colore verde della pelle di Marge è un omaggio a Il mago di Oz.
- Il modo in cui volano le streghe è simile a quello dei personaggi di Chuck Jones.
- Nel finale del segmento, Homer è vestito come Jeannie, protagonista della sitcom Strega per amore (creando così un evidente anacronismo).

## La paura fa novanta IX
La paura fa novanta IX (Treehouse of Horror IX) il nono speciale di Halloween dei Simpson, andato in onda per la prima volta il 25 ottobre 1998. Anche in questo caso i tre segmenti non hanno un raccordo preciso tra loro.

### Trama
IntroduzioneLa sequenza d'apertura sembra la normale sequenza introduttiva di ogni episodio, ma con qualche differenza: le nuvole d'apertura sono temporalesche; Bart anziché scrivere la sua solita frase di punizione sulla lavagna scrive soltanto un grosso "Treehouse of Horror IX" col sangue, o con una pittura simile; una volta uscito di scuola va con lo skateboard contro la macchina di Homer, morendo. Lisa in bici si scontra con il corpo di Bart, venendo proiettata in avanti e conficcandosi nel muro sopra il garage. Marge perde il controllo dell'auto e travolge Homer che sta tentando come al solito di entrare in casa. Tutti sono morti, mentre all'interno della casa Freddy Krueger e Jason Voorhees li aspettano sul divano, inutilmente. Stanco di aspettare, Jason accende la TV dando il via all'episodio vero e proprio.
Il parrucchino infernale (Hell Toupée)Vipera viene condotto sulla sedia elettrica per aver fumato nel Jet Market: dato che secondo le leggi dello Stato in cui si trovano questo è il terzo crimine grave, egli dovrà essere giustiziato. Prima di essere portato via, il commissario Winchester gli ricorda che Apu, Boe e Bart sono stati testimoni del delitto e lui giura che li ucciderà in un modo o nell'altro. Dopo l'esecuzione, Homer riceve un trapianto di capelli dal dottor Nick, e casualmente gli vengono trapiantati proprio i capelli di Vipera, che prendono momentaneamente possesso del suo corpo. Homer con la mente di Vipera uccide Apu infilandolo nel distributore del bibitone del Jet Market, e più tardi asporta il cuore a Boe con un cavatappi. Bart ha capito cosa sta succedendo ed è terrorizzato all'idea di stare da solo col padre, che infatti lo attacca. Tuttavia, Homer riprende improvvisamente conoscenza e si strappa i capelli dalla testa; l'ammasso di capelli viene poi "ucciso" da Winchester, Eddie e Lou, arrivati giusto in tempo.
Il terrore del cartone stra-animato (The Terror of Tiny Toon)Bart e Lisa vogliono guardare i cartoni di Grattachecca e Fichetto, ma Marge non è d'accordo e rimuove le pile dal telecomando: pur di seguire l'episodio Bart ruba dalla cassetta degli attrezzi di suo padre una barra di plutonio e la infila nel telecomando. L'arnese in questo modo funziona ma provoca effetti imprevisti: le regolazioni di colore, luminosità, ecc. ora influenzano la realtà e non solo i programmi TV! Quel che è peggio, Bart e Lisa vengono trasportati all'interno dell'episodio di Grattachecca e Fichetto che stanno guardando: i due personaggi, però, non sono molto contenti di vederli e tentano di ucciderli in vari modi, molto cartooneschi ma comunque letali. A un certo punto si servono anche di un branco di piranha che sbranano Bart, trasformandolo in uno scheletro vivente. Nel frattempo Homer si siede davanti alla TV: ci mette un po' a capire che quelli sullo schermo sono davvero i suoi figli, ma poi, anche grazie alle indicazioni di Lisa, riesce a farli uscire dalla TV e a far tornare Bart come prima (premendo il tasto "riavvolgi" del telecomando). Tuttavia anche Grattachecca e Fichetto riescono a uscire dalla TV, ma alle dimensioni di normali gatti e topi: Homer cattura Fichetto e lo piazza in una ruota per criceti, mentre Grattachecca si innamora di Palla di Neve II (la gatta di casa), ma Marge decide di castrarlo, con suo grande terrore.
Due marziani e una culla (Starship Poopers)A Maggie spunta il primo dentino, ma è una zanna: ben presto la piccola perde le gambe per rivelare alcuni tentacoli che le permettono di muoversi anche su muri e soffitti. Ciucciando velocissimamente il suo ciucciotto, Maggie genera un segnale ultrasonico che raggiunge l'astronave di Kang e Kodos, i quali scendono sulla Terra, a Springfield, pronti a riprendersi Maggie.
Si scopre infatti che nel passato i due alieni avevano rapito Marge, per poi metterla incinta attraverso un "raggio inseminatore"; Maggie nacque nove mesi dopo quell'avvenimento. Homer però non è intenzionato a lasciar partire Maggie, e dato che la controversia non viene risolta, Bart suggerisce di andare al "Jerry Springer Show" per dirimere la disputa in diretta TV. La situazione non migliora, anzi Homer e Kang continuano a litigare e per di più l'alieno vaporizza tutto il pubblico della trasmissione e Maggie uccide Jerry Springer. Nel finale, Kodos e Kang minacciano di uccidere ogni politico statunitense se non gli verrà riconsegnata Maggie e ripartono per lo spazio; mentre la famiglia sta per tornare a casa, Maggie si toglie il ciuccio e manifesta il suo desiderio di sangue.

### Citazioni e riferimenti
Il parrucchino infernale
- Il film Body Bags - Corpi estranei, diretto da John Carpenter, Tobe Hooper e Larry Sulkis, strutturato a episodi, due dei quali incentrati su alcuni organi trapiantati contenenti sgradite sorprese: l'episodio di Carpenter/Sulkis, che tratta di un trapianto di capelli contenenti un parassita alieno, sembra avere chiare analogie con la puntata.
- Il film di Wes Craven Sotto shock narra di un serial killer che anziché morire sulla sedia elettrica diventa un flusso di energia in grado di prendere possesso di altre persone e far commettere a loro gli omicidi che avrebbe voluto portare a termine.

- Quando il parrucchino prende il controllo di Homer e poi si stacca dalla testa è una parodia del film Jason va all'inferno.

Il terrore del cartone stra-animato
- Il titolo del segmento si basa sul film The Terror of Tiny Town, una commedia western del 1938, e anche su Tiny Toon Adventures, la celebre serie animata. La trama invece (persone comuni risucchiate dal televisore) può rifarsi ai seguenti film:
- Pleasantville: due giovani entrano in una sit-com degli anni 1950.
- Ai confini della realtà: nel terzo episodio un bambino trasforma le sue fantasie in realtà e intrappola una giovane donna in una sorta di cartone animato reale.
- Frequenze pericolose: una coppia borghese deve sopravvivere a un intero palinsesto televisivo, che comprende anche un cartone animato, volto alla sua eliminazione.

Due marziani e una culla
- Il titolo originale del terzo segmento rimanda a Starship Troopers.
- Maggie uccide il conduttore del talk show alla maniera di Alien.

## La paura fa novanta X
La paura fa novanta X (Treehouse of Horror X) è il decimo special di Halloween dei Simpson e inaugura l'undicesima stagione della serie. Come nelle puntate di Halloween recenti, i tre segmenti non sono raccordati da una storia cornice. Kang e Kodos appaiono, come di consueto, nell'introduzione dell'episodio.

### Trama
IntroduzioneSu un palco appare un enorme Jack o' lantern, dal quale fuoriescono Kang e Kodos in veste di presentatori del decimo speciale di Halloween dei Simpson. I due ce la mettono tutta per far ridere il loro pubblico, ma nonostante le risate registrate i vari alieni e robot seduti sugli spalti non fanno una piega. Subito dopo appaiono i Simpson seduti sul divano, e quasi ognuno di loro riprende un ruolo "interpretato" in un precedente speciale: Homer è il pupazzo a molla da La paura fa novanta II, Bart è l'uomo-mosca da La paura fa novanta VIII, Marge la strega dello stesso speciale e Maggie in versione aliena da La paura fa novanta IX; Lisa appare con un'ascia conficcata nella testa e subito dopo viene vaporizzata con un laser da Maggie.
So cosa hai fatto-fattino-fattuccio (I Know What You Diddily-Iddily-Did)Marge alla guida dell'auto investe involontariamente Ned Flanders e lo uccide; Homer cerca brevemente di convincere sua moglie che è ancora vivo, gettandolo giù dal tetto fingendo che sia scivolato a causa di un malore, per poi gettarlo a terra dentro casa. Tuttavia, dopo il funerale di Ned, un misterioso individuo inizia a perseguitare la famiglia, e sembra sapere che loro hanno ammazzato Ned. Dopo una breve fuga, i Simpson si trovano faccia a faccia con il persecutore che si scopre essere Flanders stesso. Si scopre che non era morto perché poco prima di essere stato investito era stato morso da un licantropo, guadagnando così la non-mortalità. Poco dopo, spunta la luna piena e Ned inizia a trasformarsi: Marge e i figli scappano, mentre Homer viene sbranato, senza tuttavia rinunciare a fare un po' di sfottò all'odiato vicino.
Cercasi Xena disperatamente (Desperately Xeeking Xena)Bart e Lisa vengono investiti da un'elevata dose di radiazioni quando il macchinario portatile a raggi X del commissario Winchester, portato a scuola per verificare la presenza di lamette e altro nei dolciumi di Halloween, esplode; a seguito di ciò si trasformano in due supereroi, "Bislungone" e "Picchiaduro" (Stretch Dude e Clobber Girl), con i poteri rispettivamente di allungarsi e di essere superforte. La loro prima missione (presentata come se fosse un telefilm supereroistico) è quella di salvare Lucy Lawless dal folle "Collezionista" (L'uomo dei fumetti), che si diletta a imprigionare celebrità, tra cui Yasmine Bleeth, Leonard Nimoy e Matt Groening. Apparentemente il "cattivo" ha la meglio, ma Lucy riesce, pur imprigionata in una busta di plastica, a stordirlo quel tanto che basta per convincerlo a usare contro di lei la replica della spada di Darth Maul: lo shock per aver aperto la confezione di un giocattolo, azzerando così il suo valore collezionistico, lo sconvolge a tal punto da farlo cadere nella resina speciale in cui avrebbe voluto imprigionare Bislungone e Picchiaduro. Con Il Collezionista trasformato in una statuetta gigante, Lucy riporta i ragazzi sani e salvi a casa volando.
La vita è un'illusione, dopo si muore (Life's a Glitch, Then You Die)La storia si svolge a pochi minuti dal Capodanno del 2000. Homer, come addetto alla sicurezza della centrale nucleare, deve sistemare i computer per evitare l'insorgere del millennium bug: ovviamente non avendo controllato bene, qualcosa va storto e tutti gli apparecchi elettronici del mondo impazziscono contemporaneamente portando il caos. La famiglia Simpson scopre da un documento trovato nella tasca del defunto Krusty che uno shuttle su cui si radunerà il meglio dell'umanità è pronto a partire per una colonia situata su Marte, in modo da preservare la specie nell'eventualità di una catastrofe ridando il via alla civiltà umana. Solo Lisa, Marge e Maggie sono accettate a bordo; Homer e Bart rimangono invece sulla Terra mentre delira il caos. Scoprono però un secondo shuttle incustodito, anch'esso pronto a partire. Non appena la navetta esce dall'orbita terrestre i due scoprono che questo è uno shuttle che contiene tutti i personaggi pubblici più insopportabili (appaiono Ross Perot, Laura Schlessinger, Spike Lee, Dan Quayle, Courtney Love, Tonya Harding, Al Sharpton, Rosie O'Donnell, Tom Arnold, Pauly Shore nella versione italiana Mike Francis) ed è destinato a schiantarsi sul Sole: piuttosto che passare un minuto di più con quella gente, Homer e Bart si suicidano eiettandosi al di fuori dello shuttle, con le loro teste che esplodono (fuori scena) a causa del vuoto cosmico.

### Citazioni e riferimenti
So cosa hai fatto-fattino-fattuccio
- Il titolo del segmento e parte della trama, oltre che l'immagine di Flanders in impermeabile e cappello nero, sono ripresi dal film horror So cosa hai fatto. Inoltre la casa coperta di scritte riprende la scena del segmento The Shinning (La Paura Fa Novanta V), quando Homer confessa a Marge che, senza birra e tivù, è diventato pazzo.
- La telefonata di Boe a Homer nel cuore della notte riprende quelle del killer di Scream.
- Flanders viene assalito da un licantropo mentre cammina in mezzo ai campi in una notte nebbiosa, la stessa cosa che accade al protagonista di Un lupo mannaro americano a Londra.

Cercasi Xena disperatamente
- Il titolo del segmento deriva da Cercasi Susan disperatamente.
- I poteri di Bislungone e Picchiaduro sono simili a quelli di Mr. Fantastic e La Cosa, due dei Fantastici Quattro.
- Il Collezionista prova a usare la spada laser a doppia lama di Darth Maul da Star Wars: Episodio I - La minaccia fantasma.
- L'attrice Lucy Lawless appare nei panni del suo personaggio più celebre, Xena.

La vita è un'illusione, dopo si muore
- Il titolo deriva dall'espressione popolare Life's a bitch, then you die ("La vita è una stronza, poi muori").
- L'idea di un'astronave che raccolga la parte peggiore di una civiltà in via d'estinzione ricorda molto quanto accade in uno dei libri di Douglas Adams, Il ristorante al termine dell'universo: in questo libro viene fatto credere ai membri più stupidi di una popolazione aliena che il loro pianeta sta per essere distrutto, per poi convincerli a imbarcarsi su di un'astronave la quale, a loro insaputa, è stata programmata per andare a schiantarsi contro un pianeta.